# Leptodictyum trichopodium
Leptodictyum trichopodium là một loài rêu trong họ Amblystegiaceae. Loài này được Schultz Warnst. mô tả khoa học đầu tiên năm 1906.